# Гизо (город)
Гизо (англ. Gizo) — город на Соломоновых Островах, столица Западной провинции. Второй по населению город в стране. Располагается на одноимённом острове в 380 километрах на запад-северо-запад от Хониары и к юго-западу от более крупного острова Коломбангара.
В Гизо есть небольшая взлётно-посадочная полоса на близлежащем острове Нуса-Тубу к северо-востоку от города, что делает его относительно развитым по сравнению с другими поселениями в окрестностях. В наши дни Гизо является туристическим центром, где популярны дайвинг и сёрфинг.

## История
В этой части Соломоновых островов в прошлом практиковалась охота за головами. Согласно местным легендам, племя гизо было печально известно этим занятием. Как следствие, окружающие местные племена предприняли необычный шаг, объединившись, чтобы уничтожить племя гизо. Далее в легендах говорится, что единственными выжившими были женщина из племени гизо и её сын.
Это событие привело к тому, что остров Гисо был объявлен собственностью государства, а не обычным частным владением, как на большей части Соломоновых островов. Как следствие, он стал административным и деловым центром из-за относительной простоты получения зарегистрированных прав на землю.
В январе 1900 года Артур Махаффи, заместитель комиссара-резидента Чарльза Морриса Вудфорда, основал правительственную станцию в Гизо, чтобы пресечь охоту за головами в Новой Джорджии и на соседних островах.
Методистская миссия в Западной провинции была основана преподобным Джоном Фрэнсисом Голди в 1902 году. Он доминировал в миссии и завоевал доверие членов своей церкви на Соломоновых островах. Отношения с колониальными администраторами Британского протектората на Соломоновых островах также были непростыми, в том числе из-за того, что Голди фактически контролировал западные Соломоновы острова.
С 1927 по 1934 год доктор Эдвард Сэйерс работал в методистской миссии на Соломоновых островах. Он основал больницу в Гизо, а также в Мунде и Велла-Лавелле и проводил полевые исследования по лечению малярии.
Собор Святого Петра,  также называемый собором Гизо, является собором, принадлежащим Католической церкви и расположенным в Гизо. Он был открыт и освящён епископом Э. Дж. Кроуфордом 18 июня 1964 года.

### Вторая мировая война
В 1942 году острова были оккупированы японскими войсками.

### Землетрясение на Соломоновых островах в 2007 году
2 апреля 2007 года на Гизо обрушилось цунами, вызванное землетрясением магнитудой 8,1, эпицентр которого находился всего в 40 километрах от города. Теперь это землетрясение известно как землетрясение на Соломоновых островах в 2007 году. По официальным данным, в Западной провинции и Шуазеле погибло 52 человека. Цунами обрушилось в светлое время суток, и люди успели подняться на возвышенности, так как прилив отступил перед стеной воды. Волны высотой десять метров обрушились на близлежащий Сасамунга (к северо-востоку от Гизо на острове Шуазель), разрушив дома, огороды и больницу.

### Землетрясения 2010 года
Основная статья: Землетрясения на Соломоновых островах (2010)
4 января 2010 года в южной части Тихого океана, недалеко от Соломоновых островов, произошло два землетрясения магнитудой 7,2 и 6,5 с интервалом менее часа. Более сильное землетрясение произошло в 65 милях к юго-юго-востоку от Гизо, Соломоновы острова, на глубине 19 миль. Более слабое землетрясение произошло в 55 милях к юго-юго-востоку от Гизо на глубине 6,2 мили.

## Транспорт
В Гизо есть небольшая взлетно-посадочная полоса, которая расположена на соседнем острове Нусатупе, к северо-востоку от города. Данный факт делает Гизо относительно развитым городом по сравнению с другими поселениями в этом районе.
Основные варианты внутригородского транспорта представляют собой лодки и автомобили. В Гизо также есть несколько служб такси.

## Экономика
Основными отраслями экономики Гизо являются туризм и местный рынок продуктов питания.
В Гизо представлены банки ANZ и BSP в Гизо, которые имеют банкоматы с картами Cirrus и Maestro.